# Хорикоси, Дзиро
Дзиро Хорикоси (яп. 堀越 二郎 Хорикоси Дзиро:, 22 июня 1903 — 11 января 1982) — японский авиаконструктор. Степень доктора технических наук (Токийский университет, 1965 год).

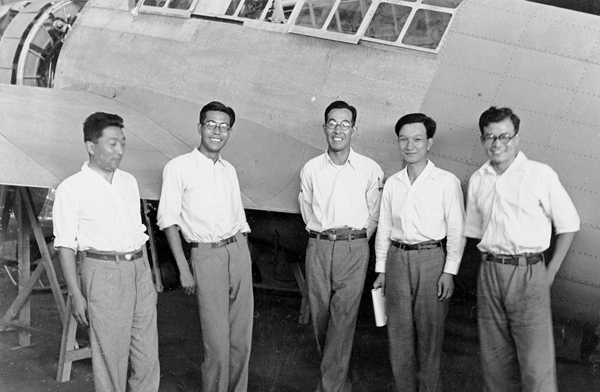
Хорикоси (в центре) и участники проектной группы A6M1, Mitsubishi Heavy Industries (1937 г)

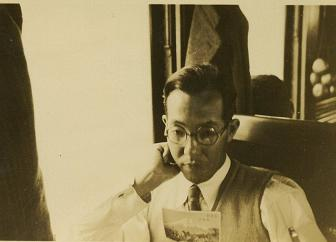
Дзиро Хорикоси (Октябрь 1938 г)

Известен как конструктор «A6M Зеро», удачного истребителя периода Второй мировой войны.

## Биография
Дзиро Хорикоси родился в 1903 году в посёлке Фудзиока префектуры Гумма (в настоящее время этот посёлок имеет статус города). Учился в Фудзиокской средней школе (в настоящее время Старшая школа Фудзиока префектуры Гумма). В школьные годы заинтересовался авиастроением, читая газетные репортажи о воздушных боях Первой мировой войны в Европе. Впоследствии Хорикоси поступил на технологический факультет Токийского университета по направлению авиационной техники, отучившись сначала в Первой старшей школе при этом университете. Его товарищами по университетской учёбе были такие известные впоследствии японские авиаконструкторы как Хидэмаса Кимура и Такэо Дои.
Завершив университетское образование, Хорикоси в 1926 году устроился инженером в подразделение компании «Мицубиси», занимавшееся двигателями внутреннего сгорания (в настоящее время Mitsubishi Heavy Industries). Компания владела самолётостроительным заводом в Нагое, куда и попал Хорикоси. Первый его большой проект назывался «прототип 7» и представлял собой истребитель-моноплан для флотской авиации (у армии авиация была своя, от флота независимая). Японцы традиционно строили несколько прототипов силами инженерных групп разных авиастроительных фирм и потом выбирали из них лучший. «Прототип 7» не пошёл в производство: хотя его конструкция была весьма передовой, её отвергли из-за проблем с управляемостью и передним обзором. К тому же оба опытных экземпляра, сконструированных командой Хорикоси, разбились при испытаниях. Однако несмотря на неудачу, Хорикоси приобрёл большой опыт, который использовал в следующих своих разработках.
Новый проект Хорикоси назывался «прототип 9» и представлял собой лёгкий палубный истребитель-моноплан. На этот раз Хорикоси завершил проект успешно: в 1936 году самолёт поступил в серийное производство и получил наименование «A5M» или «Палубный истребитель тип 96». Он отличался высокой скоростью и манёвренностью, конструктивно являясь «предком» истребителя «A6M Зеро».
В 1937 начал работать над «прототипом 12», который был запущен в производство в 1940 году и впоследствии был назван американцами «A6M Зеро». Как и «A5M», «Зеро» был палубным истребителем-монопланом. До 1942 года «Зеро» далеко превосходил самолёты стран антигитлеровской коалиции по манёвренности, скорости и дальности полёта, и до конца Второй мировой войны оставался основой японской флотской авиации.
После завершения работы над «Зеро» получил новое задание и начал разработку истребителя-перехватчика для ПВО Японии. Проект пошёл в серийное производство, получив название «J2M Райдэн», но особенного успеха в борьбе против американской авиации с её «летающими крепостями» B-17 не продемонстрировал.
Начиная с 1942 года «Мицубиси» стала разрабатывать проект самолёта для замены «A6M Зеро», и во главе проекта снова поставили Хорикоси. Однако его группа не успела закончить работы до конца войны, и новый истребитель «A7M Рэппу» остался только в виде нескольких опытных образцов.
После войны Хорикоси вместе с Хидэмасой Кимурой участвовал в конструировании пассажирского лайнера YS-11. Уволившись из «Мицубиси», он с 1963 по 1965 год читал лекции в Институте астронавтики, с 1965 по 1969 год преподавал в Академии обороны, с 1972 по 1973 — на инженерно-строительном факультете университета Нихон. Хорикоси написал несколько книг об истребителе Зеро, как один, так и в соавторстве с историком Масатакэ Окумией.

## Упоминания в культуре
20 июля 2013 года в Японии «Студия Гибли» выпустила полнометражный аниме-фильм «Ветер крепчает», в основу сюжета которого легли события из жизни Дзиро Хорикоси.

### Комментарии
1. ↑  Прототип назывался по году эры императорского правления: 1932 — 7-й год эры Сёва